# عالم ذر
به عقیده اسلام عالم ذر یا روز اَلَست، زمانی است که خدا پیمانی از انسان برای گواهی دادن بر یگانگی‌اش گرفته‌است.
در آیه ۱۷۲ سوره اعراف به پیمان خداوند از انسان در عالم ذر اشاره شده‌است:
وَإِذْ أَخَذَ رَبُّکَ مِن بَنِی آدَمَ مِن ظُهُورِهِمْ ذُرِّیَّتَهُمْ وَأَشْهَدَهُمْ عَلَیٰ أَنفُسِهِمْ أَلَسْتُ بِرَبِّکُمْ قَالُوا بَلَیٰ شَهِدْنَا أَن تَقُولُوا یَوْمَ الْقِیَامَةِ إِنَّا کُنَّا عَنْ هٰذَا غَافِلِینَ
و [به یاد آر] هنگامی را که پروردگارت از صُلب بنی‌آدم نسل‌شان را پدیدآورد، و آنان را [در ارتباط با پروردگاری خود] بر خودشان گواه گرفت و فرمود: 《آیا من پروردگار شما نیستم؟ انسان‌ها با توجه به وابستگی وجودشان و وجود همه موجودات به پروردگاری و ربوبیّت‌حق‌تعالی گفتند: آری، گواهی دادیم.
پس اقرار به پروردگاری خود را در این دنیا از شما گرفتیم تا روز قیامت نگویید: "ما از این (حقیقت‌آشکار و روشن) بی‌خبر بودیم"》
در واقع زمانی که شما در عالم ذر احضار می‌شوید از شما پیمانی گرفته می‌شود که اعم از سرنوشت و دین و حتی ...

## عالم ذر در قرآن
در قرآن، سخن از پیمانی عظیم که خداوند از انسانها گرفته‌است به میان آمده.
قرآن: وَ إِذْ أَخَذَ رَبُّکَ مِنْ بَنی آدَمَ مِنْ ظُهُورِهِمْ ذُرِّیَّتَهُمْ وَ أَشْهَدَهُمْ عَلی أَنْفُسِهِمْ أَلَسْتُ بِرَبِّکُمْ قالُوا بَلی شَهِدْنا أَنْ تَقُولُوا یَوْمَ الْقِیامَةِ إِنَّا کُنَّا عَنْ هذا غافِلینَ. «پس به یادآور زمانی را که پروردگارت از پشت فرزندان آدم، ذریه آنها را بر گرفت و آنان را گواه بر خویشتن ساخت و گفت: آیا من پروردگار شما نیستم؟ گفتند: آری، گواهی می‌دهیم. برای اینکه در روز رستاخیز نگویید ما از این غافل بودیم.»

## وجه تسمیه کلمات
به این دلیل که در این آیه سخن از ذریه که به معنی فرزندان خردسال است به میان آمده، این آیه را ذر نامیده‌اند و به خاطر کلمه اَلَست به پیمان الست معروف شده‌است.

## دیدگاه مختلف در رابطه با عالم ذر
برخی این گونه بیان می‌دارند که:
 خداوند در طول زندگی دنیایی آثار صنع و نشانه‌های یگانگی خود را به انسان نشان می‌دهد و آنان را بر این امر گواه می‌گیرد. گویا می‌فرماید: «أَلَسْتُ بِرَبِّکُمْ» و انسانها با زبان حال پاسخ می‌دهند: «بَلی شَهِدْنا». پس در اینجا پیمان تکوینی است و سخن گفتن مانند خبر دادن رنگ رخساره از وضعیت درونی شخص است.
جعفر صادق امام ششم شیعیان نیز در این رابطه گفته‌است:
فطرت الله اسلام است که خداوند هنگام پیمان گرفتن آنان را بر فطرت توحید آفرید  فرمود: آیا پروردگار شما نیستم؟ در آنجا کافر و مؤمن حضور داشت.
بنا بر این بیان، مراد از عالم ذر همان فطرت انسانی است. انسانهای بدوی و متکامل در این احساس مشترکند که همه بنده و خداوند پروردگار آنها است و انسانها هرگز از این پیمان و شناخت غافل نبوده و نیستند.

برخی دیگر همچون محمد حسین طباطبایی نظریه خویش را این گونه بیان می‌کند:
 عالم «ذر» روح این عالم است که آن را «عالَم غیب» و «عالَم عدم» نیز می‌گویند. توضیح اینکه هر موجودی دو وجه (صورت و جنبه) دارد: وجهی به سوی خدا که زمان و تدریج در آن راه ندارد و وجهی به سوی دیگر که در آن تدریج و زمان راه دارد. خداوند متعال می‌فرماید: «إِذا أَرادَ شَیْئاً أَنْ یَقُولَ لَهُ کُنْ فَیَکُون» «وقتی بخواهد چیزی را ایجاد کند، به آن می‌گوید: موجود شو! بی‌درنگ به وجود می‌آید.»، «کُن» هم امر (دستور) است و هم مخاطب درست کن. پس کلمه «کُن» از طرفی وجود شیء و از طرفی ایجاد شیء است و این موجود منبسط یک وجه الی‌الله دارد که عالم ذرّ است و همان موجود یک وجه دیگر دارد که همین دنیای ظاهر است؛ بنابراین، عالم ذرّ این عالم مسلوب نیست.

## مفاد این پیمان
در برخی از روایات اسلامی، این پیمان را به فطرت مربوط می‌دانند و مرتبط بودن این پیمان با فطرت را یکی از پایه‌های این پیمان قلمداد می‌کنند.